# Robert Greenwald
Robert Greenwald (New York, 28 augustus 1945) is een Amerikaanse filmregisseur en producent. Hij richtte in 2000 het non-profit Brave New Films op dat voornamelijk documentaires maakt.

## Filmografie
Hieronder is een gedeeltelijke lijst van zijn werk:
| Jaar | Titel                                            | Functie            |
| ---- | ------------------------------------------------ | ------------------ |
| 1976 | 21 Hours at Munich                               | producer           |
| 1979 | Flatbed Annie & Sweetiepie: Lady Truckers        | regisseur          |
| 1980 | Xanadu                                           | regisseur          |
| 1984 | The Burning Bed                                  | regisseur          |
| 1986 | Shattered Spirits                                | regisseur          |
| 1988 | Sweet Hearts Dance                               | regisseur          |
| 1993 | Hear No Evil                                     | regisseur/producer |
| 1997 | Breaking Up                                      | regisseur/producer |
| 2000 | Steal This Movie!                                | regisseur/producer |
| 2002 | Unprecedented: The 2000 Presidential Election    | executive producer |
| 2003 | The Crooked E: The Unshredded Truth About Enron  | producer           |
| 2004 | Outfoxed: Rupert Murdochs War on Journalism      | regisseur/producer |
| 2004 | Unconstitutional: The War on Our Civil Liberties | executive producer |
| 2004 | Uncovered: The War on Iraq                       | regisseur/producer |
| 2005 | Wal-Mart: The High Cost of Low Price             | regisseur/producer |
| 2006 | Iraq for Sale: The War Profiteers                | regisseur/producer |
| 2006 | The Big Buy: Tom DeLays Stolen Congress          | producer           |
| 2007 | The REAL Rudy                                    | regisseur          |
| 2007 | Fox Attacks: Iran                                | regisseur/producer |
| 2007 | Fox Attacks: Obama                               | regisseur/producer |
| 2007 | Fox Attacks: The Environment                     | regisseur          |
| 2007 | The Real McCain                                  | regisseur/producer |
| 2007 | Fox Attacks: Decency                             | regisseur          |
| 2007 | Fox Attacks: Black America                       | regisseur/producer |
| 2009 | Rethink Afghanistan                              | regisseur          |
| 2009 | Sick for Profit                                  | regisseur          |
| 2012 | Koch Brothers Exposed                            | regisseur/producer |
| 2013 | Unmanned: Americas Drone Wars                    | regisseur/producer |
| 2013 | War on Whistleblowers                            | regisseur/producer |
| 2014 | Koch brothers exposed: 2014 edition              | regisseur/producer |
| 2015 | Making a Killing: Guns, Greed, and the NRA       | regisseur/producer |
| 2017 | 16 Women and Donald Trump                        | regisseur/producer |
| 2018 | Healing Trauma: Beyond Gangs and Prisons         | regisseur/producer |
| 2019 | Suppressed: The Fight to Vote                    | regisseur/producer |
| 2019 | Suppressed: 2020 The Fight to Vote               | regisseur/producer |